# Calcaire

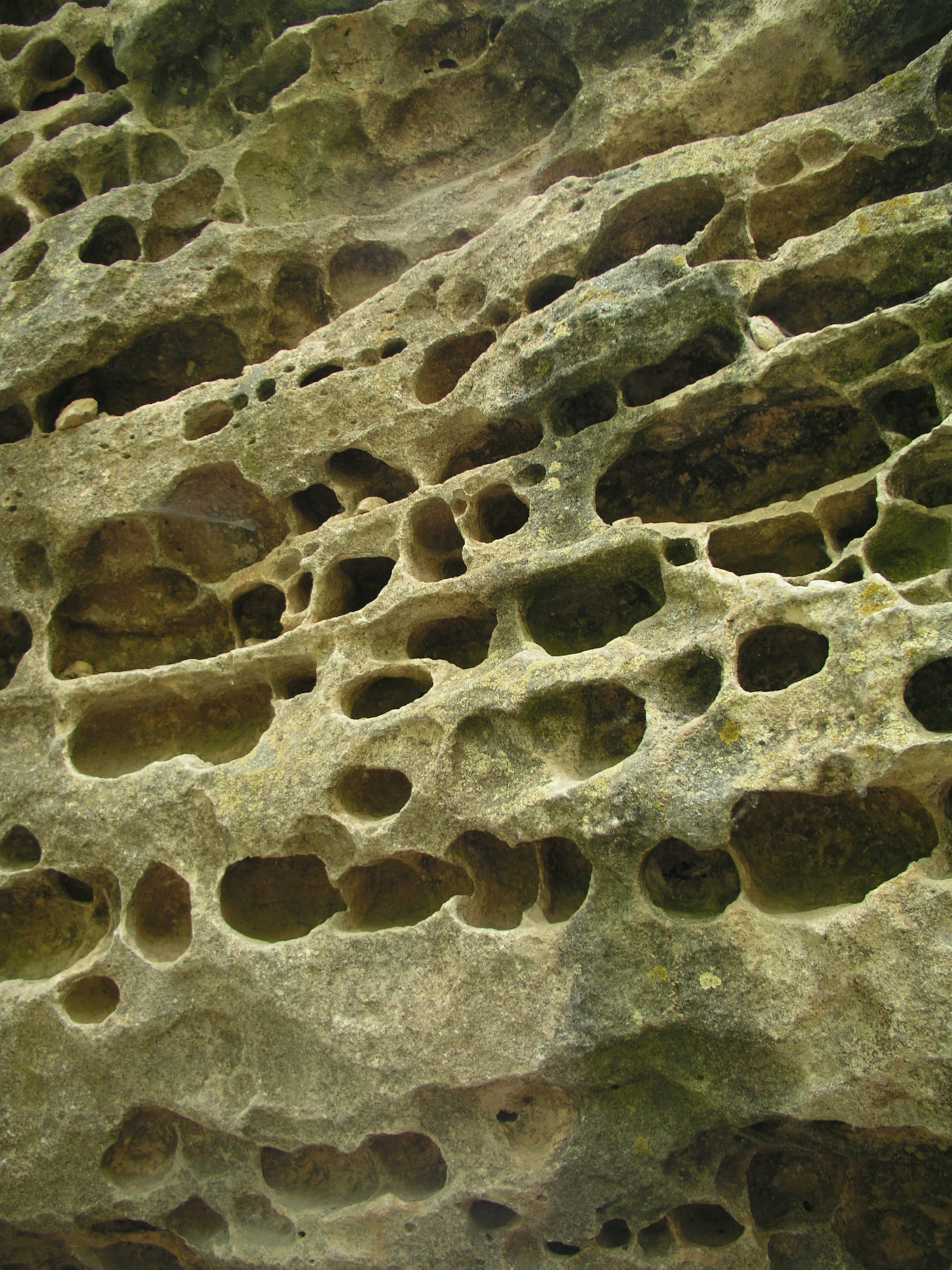
Calcaire perforé, Prádena de la Sierra, Ségovie, Espagne.

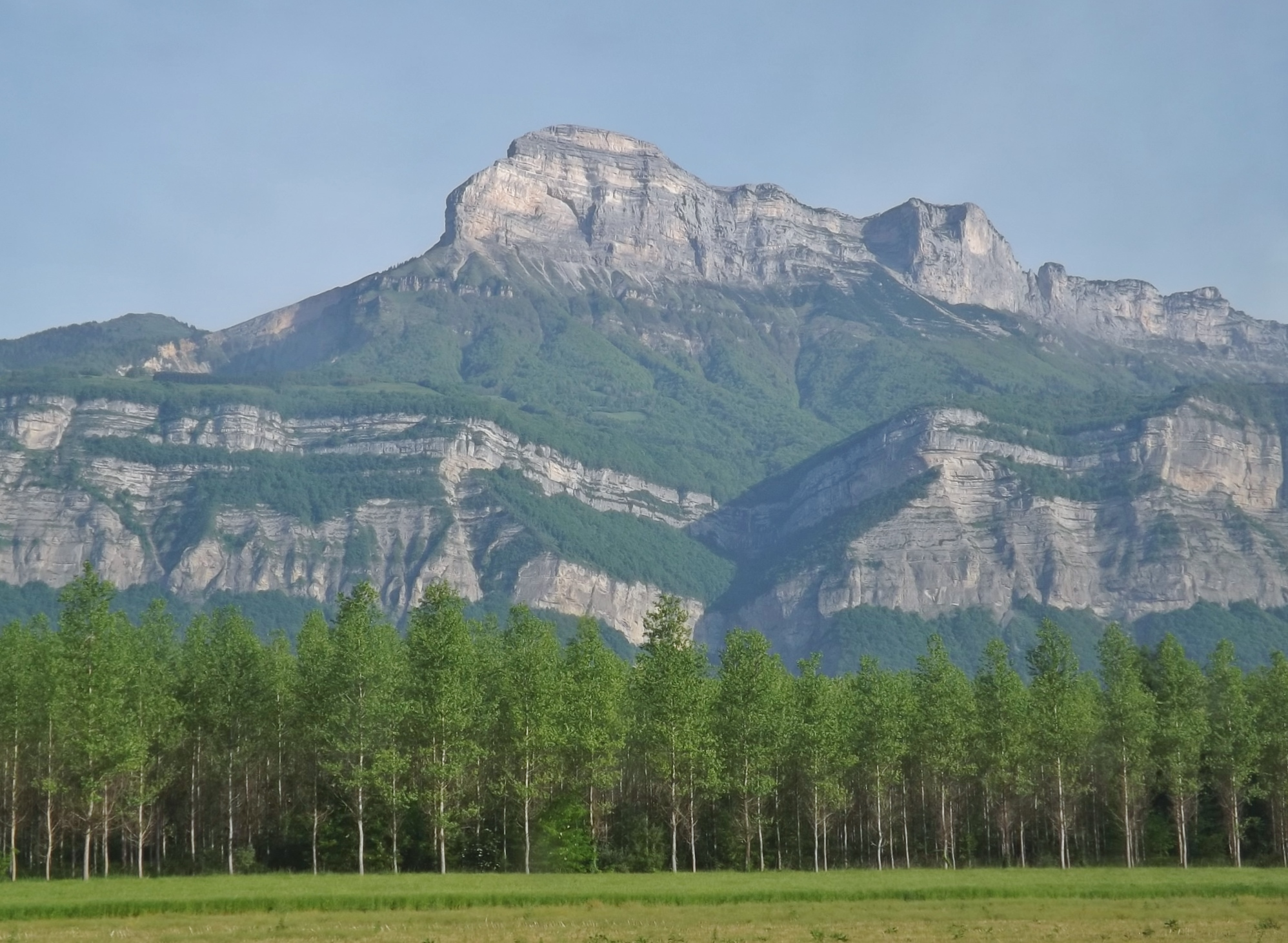
La lecture du paysage révèle les différentes formations géologiques qui s'expriment par leurs morphologies : les calcaires, roches cohérentes, forment ici des falaises abruptes qui, à l'affleurement, présentent des strates plus ou moins épaisses et déformées. Les niveaux plus tendres donnent des vires boisées au niveau desquelles les roches plus friables subissent une érosion mécanique qui se manifeste par un fort ravinement. La photo représente la dent de Crolles et les rochers du Midi dans le massif de la Chartreuse.

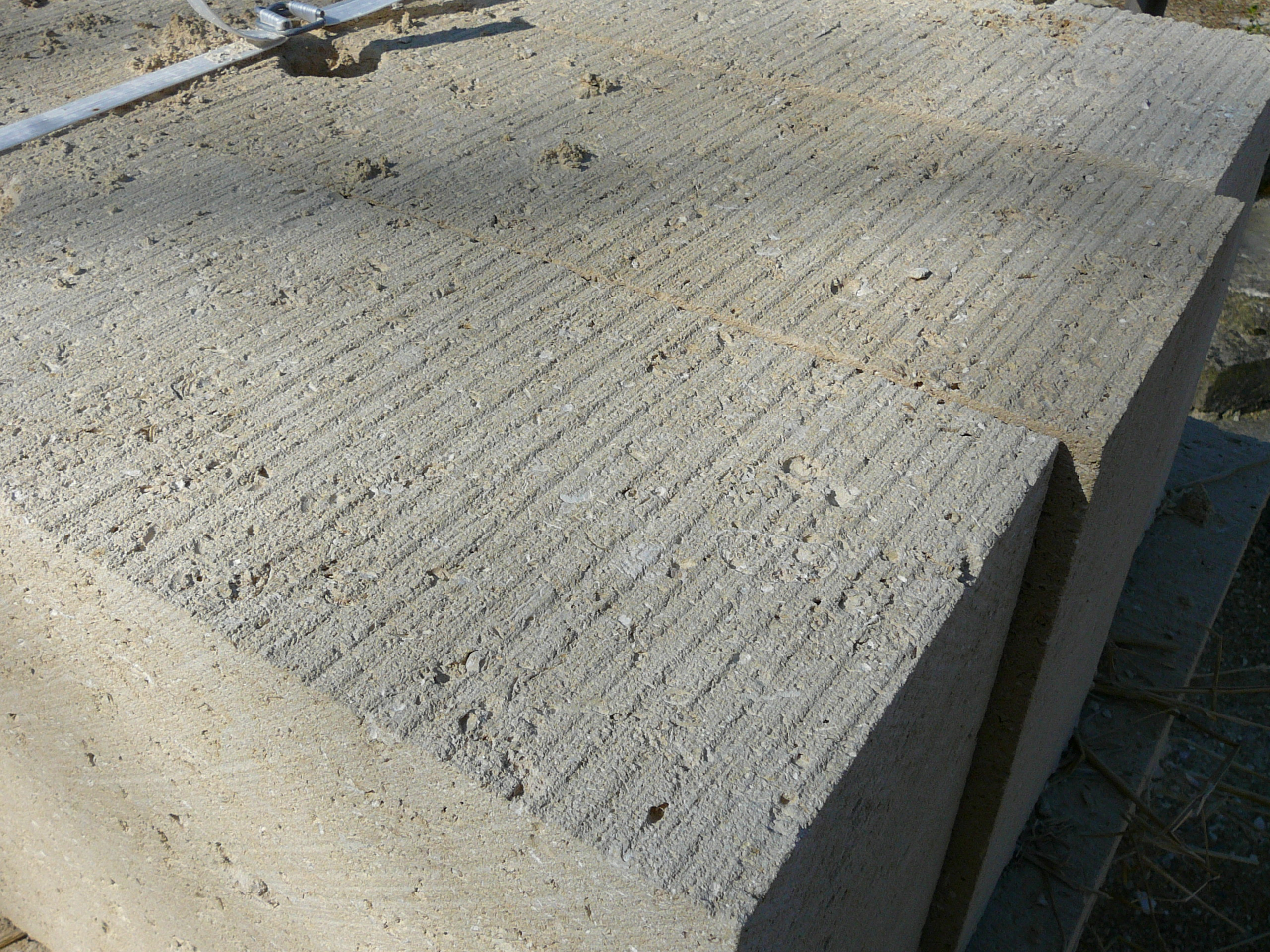
Blocs de calcaire bruts de sciage de carrière.

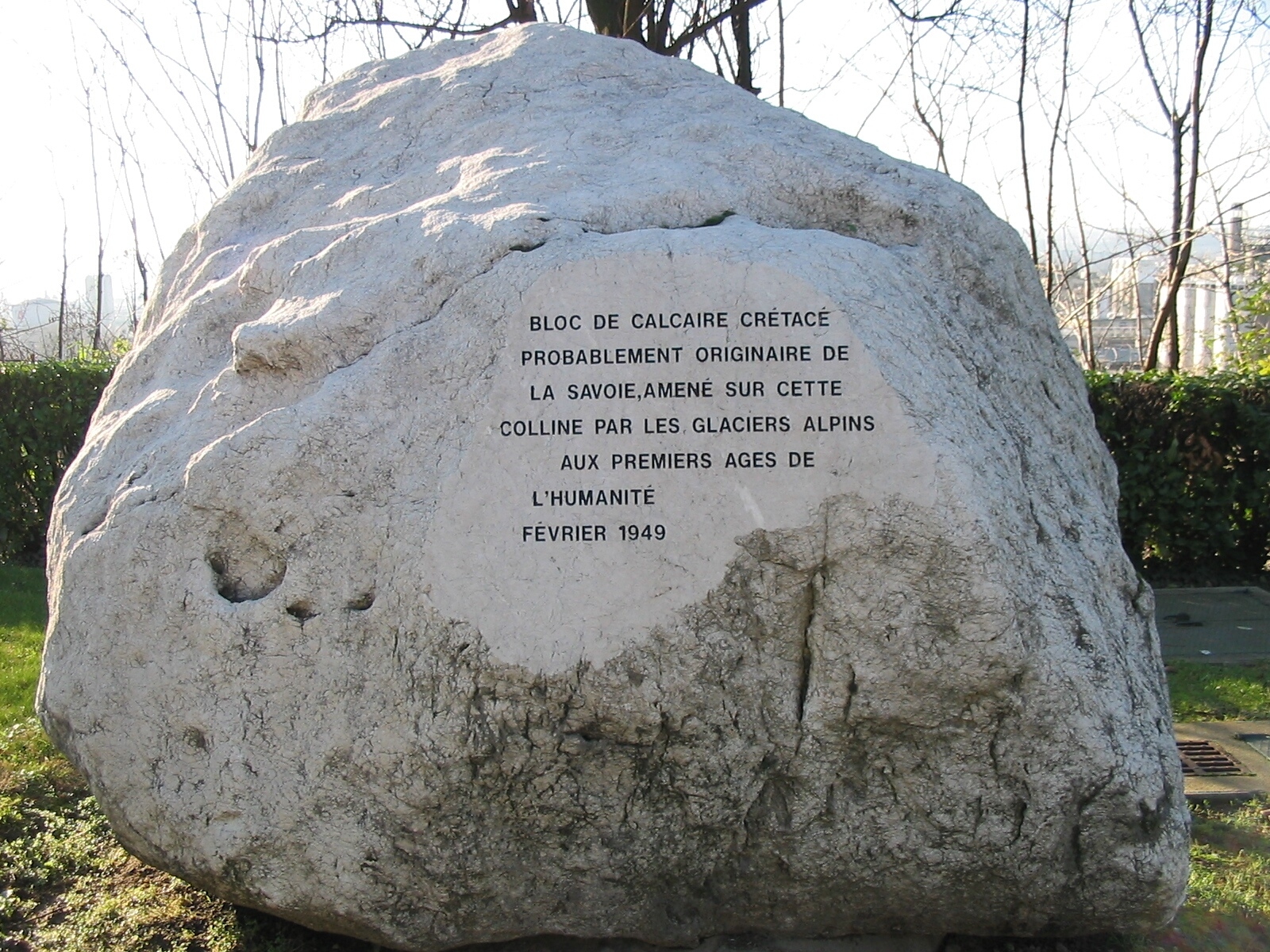
Bloc de calcaire en région lyonnaise (bloc erratique de Saint-Fons).

Les calcaires sont des roches sédimentaires, tout comme les grès ou les gypses, facilement solubles dans l'eau (voir karst), composées majoritairement de carbonate de calcium CaCO3, mais aussi de carbonate de magnésium MgCO3. Ces roches carbonatées ont une grande importance du point de vue géologique et économique.

## Répartition
C'est en France, en Suisse et en Belgique la roche la plus courante qui compose autant des montagnes (Alpes, Jura, Pyrénées) que des plaines (Champagne), des bassins (Bassin parisien) ou des plateaux (Jura, Larzac, Poitou-Charentes). Le calcaire est reconnaissable par sa teinte blanche et généralement la présence de fossiles.

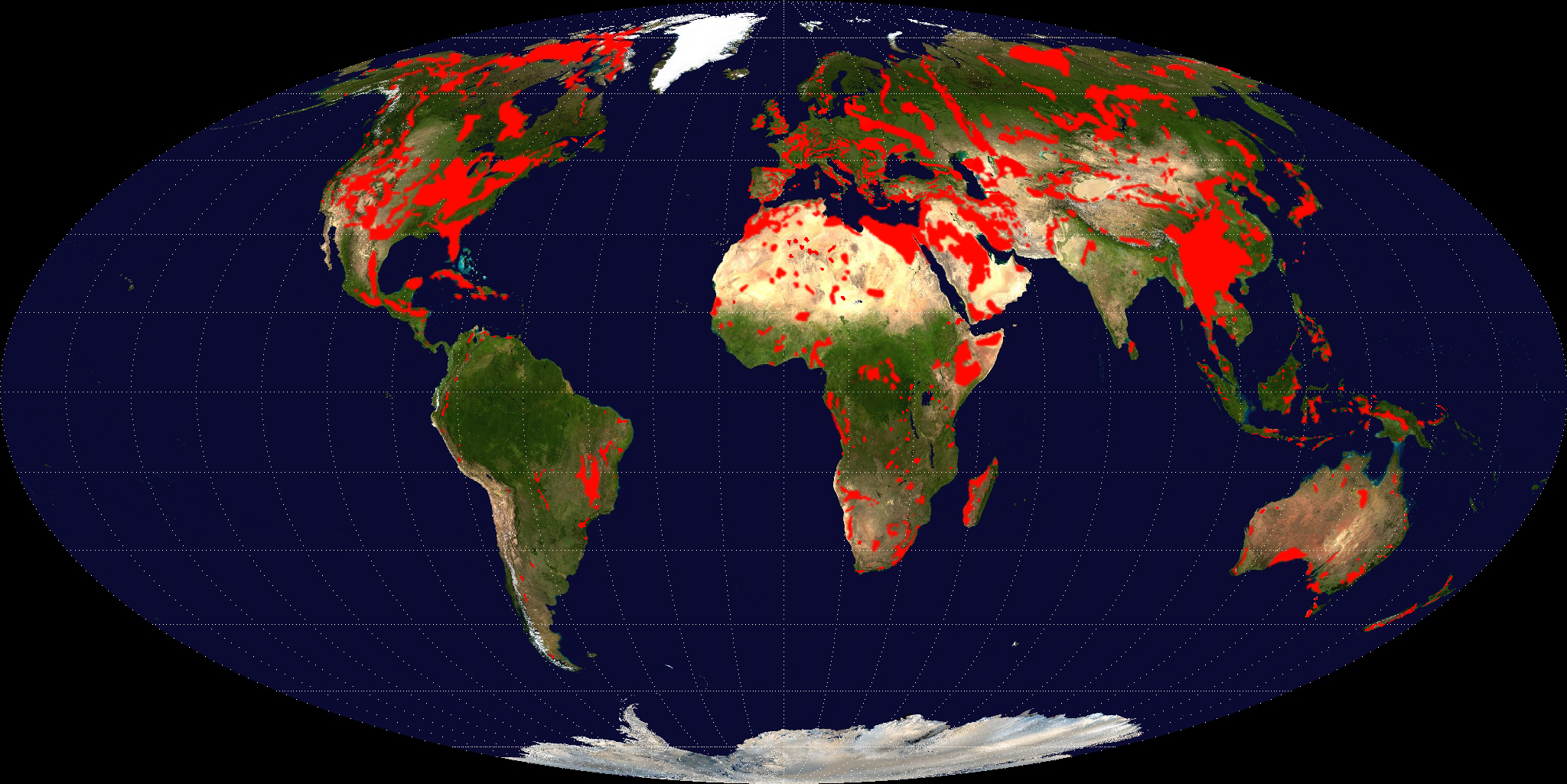
Carte de répartition mondiale des affleurements de roches carbonatées (calcaires et dolomies).

## Formation
Il se forme par accumulation, principalement au fond des mers, mais parfois en milieu lacustre, à partir des coquillages et squelettes des micro-algues et animaux marins. Il se forme aussi par précipitation en milieu continental.

### Précipitation du carbonate de calcium
Le carbonate de calcium se forme dans les milieux aquatiques (le plus souvent dans l'eau de mer). Il résulte de la précipitation d'ions dissous. Cette précipitation suit la réaction :
{\displaystyle {\rm {Ca^{2+}+2\,(HCO_{3}^{-})\rightleftharpoons CaCO_{3}+CO_{2}+H_{2}O}}}.
Cette précipitation est facilitée par les organismes à coquille ou carapace (mollusques, oursins, coraux, algues planctoniques, etc.), par la respiration des êtres vivants, ou par le brusque dégazage des eaux.

### Formation des roches calcaires

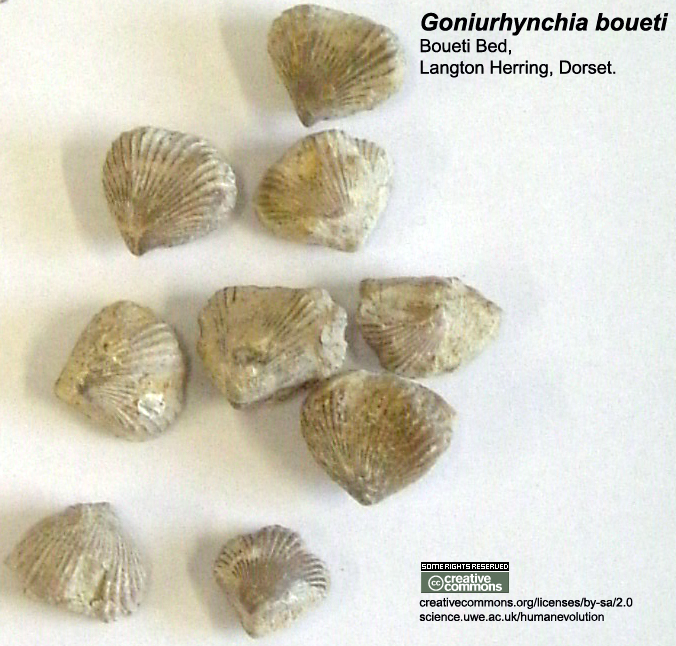
Les calcaires sont assez souvent fossilifères.

Les calcaires peuvent se former en milieu continental (tufière, stalactites, stalagmites), lacustre ou (le plus souvent) océanique.
Il existe plusieurs modes de formation des roches calcaires, ou roches carbonatées :
- par précipitation (calcaire chimique) :
  - la lente sédimentation et/ou l'accumulation des éléments microscopiques obtenus par précipitation (voir paragraphe précédent), et leur consolidation par la diagenèse, aboutit à la formation de la roche calcaire. Ces calcaires sont souvent fossilifères,
  - le brusque dégazage d'une eau souterraine arrivant à l'air libre (grotte, source) ou soumise au prélèvement par des végétaux du CO2, peut provoquer une précipitation localisée produisant, selon les circonstances, des travertins, ou des stalactites et stalagmites. Ces calcaires formés en milieu continental sont rarement fossilifères ;
- par action des êtres vivants (calcaire biogène). Ils peuvent résulter d'une forte accumulation de coquilles ou de carapaces calcaires (intactes ou en débris), comme la craie, le tuffeau, ou être bioconstruits (calcaire récifal). Ils sont toujours fossilifères ;
- par érosion (calcaire détritique), par exemple les brèches calcaires ou ophicalcite.

## Caractéristiques physiques
Pour des usages dans le bâtiment et les travaux publics, les caractéristiques mécaniques des calcaires sont importantes, d'autant que très variables. Les calcaires peuvent être différemment adaptés selon les usages auxquels ils sont destinés (il n'y a aucune commune mesure entre un marbre et une craie). On les soumet à divers essais : la résistance à l'usure par frottement mesurée par l'essai Micro-Deval en présence d'eau et l'essai de résistance aux chocs (aptitude à se casser) par l'essai Los Angeles. Les pierres calcaires sont souvent de couleur blanche.

## Caractéristiques chimiques
Le calcaire peut être identifié car il peut être attaqué par les acides tels que l'acide chlorhydrique en solution, l'acide éthanoïque ou acétique contenu dans le vinaigre ou encore par l'acide tartrique (il forme alors du tartrate de calcium et du CO2). L'hydrogénocarbonate étant une base, il réagit avec l'acide chlorhydrique en solution selon l'équation :

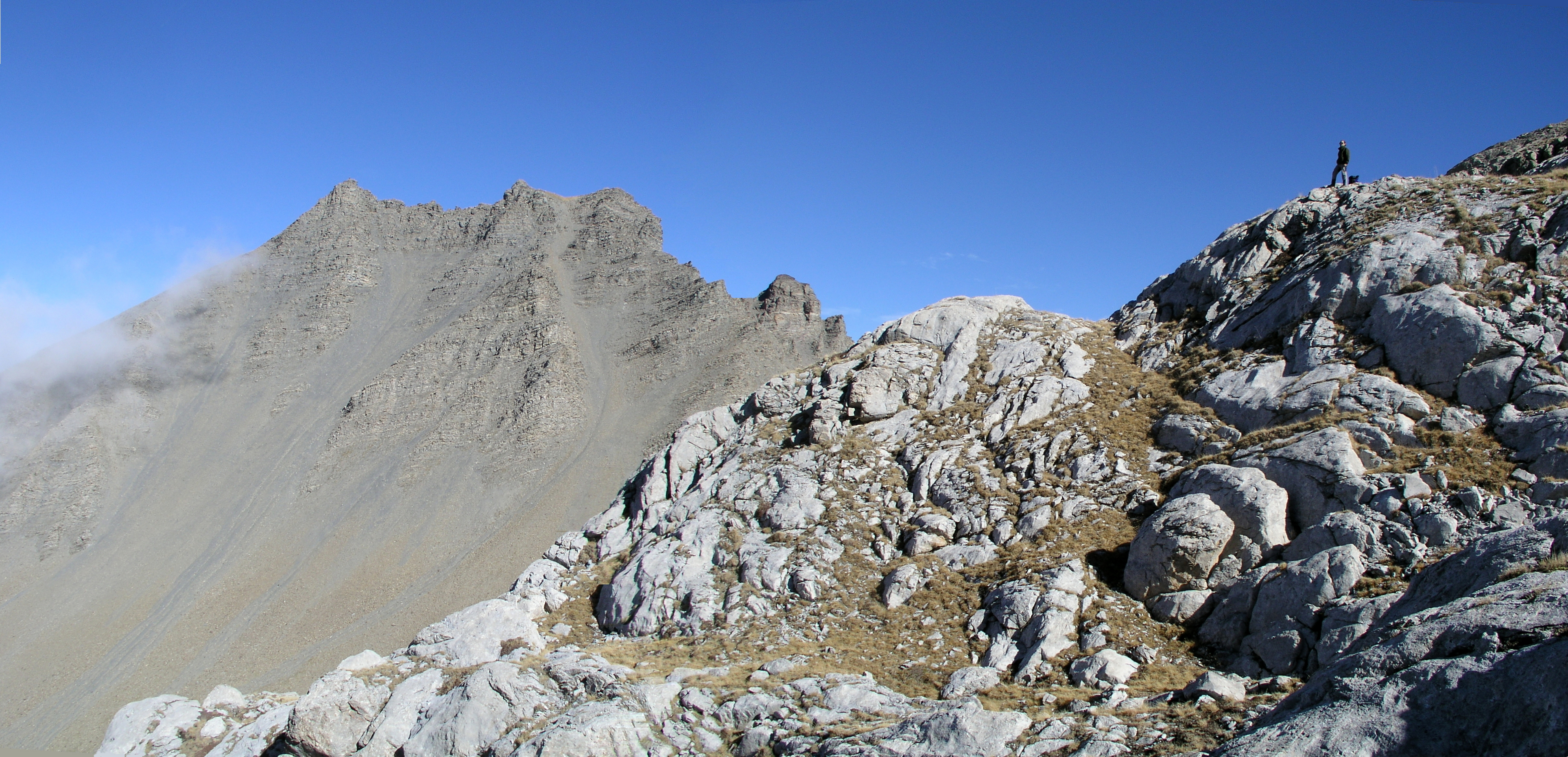
Roches carbonatées dans les Alpes, Jausiers, Alpes-de-Haute-Provence, France.

{\displaystyle {\rm {H_{3}O^{+}+HCO_{3}^{-}\rightleftharpoons CO_{2}+2\,H_{2}O}}}.

### Composition minéralogique
Par définition les roches carbonatées contiennent plus de 50 % de carbonates en poids. Les calcaires purs sont composés d'au moins 90 % de calcite. Les principaux autres constituants sont les minéraux carbonatés de type aragonite « avec, dans les variétés impures, la dolomite et l'ankérite (dolomite ferreuse)… Dans les types passant aux roches détritiques, on trouve des éléments allogènes non carbonatés : quartz, feldspaths, micas, argiles ; on peut trouver aussi des minéraux authigènes : feldspaths, glauconie, phosphates, minerais de fer ».
La calcite est le polymorphe d'origine secondairement géologique du carbonate de calcium. Le polymorphe d'origine primairement biogénique est l'aragonite (exemple d'aragonite : le squelette des coraux hermatypiques).

### Degré de pureté et couleurs
Au premier ordre, les microcristaux de calcite leur donnent une couleur blanche. Diverses impuretés peuvent néanmoins lui conférer des couleurs très diverses (teintes de jaune, gris, brun ou même noir) : les argiles qui peuvent piéger des hydroxydes de fer et oxydes de fer selon le processus d'adsorption, donnant des teintes allant de l'ocre clair, au jaune jusqu'au rouge, suivant leur niveau d'oxydation et d'hydratation ; les oxydes de manganèse et les charbons de bois colorent les calcaires en noir. D'autres impuretés ont des effets antagonistes : certaines favorisent la dissolution de la calcite (éléments métalliques, chlorures), d'autres augmentent la résistance à sa dissolution (présence de grains de quartz).
« Les calcaires sont considérés comme impurs lorsqu'ils contiennent de 10 à 50 % de ces impuretés. Si cela dépasse 50 % on ne parle plus de calcaires (ou alors de calcaires gréseux, marneux, argileux, etc.) ».

### Calcaire et eau
L'action d'un acide sur le calcaire conduit à la formation d'un dégagement de dioxyde de carbone. Cette réaction effervescente est utile au géologue qui peut, sur le terrain, reconnaître une roche calcaire ou au pédologue pour déterminer qu'une terre contient du calcaire libre ou actif. Cette effervescence est modélisée par la réaction acido-basique suivante (mise en évidence par le dégagement de bulle de dioxyde de carbone qui trouble l'eau de chaux) :
{\displaystyle {\rm {CaCO_{3}(s)+2\,H^{+}(aq)\;\longrightarrow \;Ca^{2+}(aq)+H_{2}O(\ell )+CO_{2}(g)}}}.
Cette transformation chimique est fréquemment utilisée dans les cours et travaux pratiques de biologie, de géologie ou de chimie pour mettre en évidence la dissolution de carbonate de calcium (expérience de l'œuf cru qui rebondit, effervescence du calcaire, des coquillages, du corail et des écailles de moules, expérience du bâton de craie d'écolier qui mousse), la présence de calcaire dans un sol.
La concentration en ions calcium (et magnésium) dans l'eau potable ou dureté s'exprime en « degré français ». Un degré correspond à 4 mg/l de Ca2+. Il n'y a pas de teneur maximum réglementaire.
La présence de calcaire dans l'eau ne présente pas d'inconvénient pour la santé lorsqu'on la boit, en ce sens qu'il apporte une supplémentation en calcium et ne cause par ailleurs pas de dommage. Cependant, il a un effet néfaste sur la peau, qu'il assèche, et constitue une source de complications (irritations, voire eczéma, psoriasis, etc.). De plus, une dureté trop élevée peut être source de désagréments à l'usage (entartrage, difficulté à faire mousser le savon, linge rêche). Il est possible de baisser cette dureté de l'eau avec un adoucisseur d'eau ou une station de traitement de l'eau. Les eaux distribuées dans la plupart des régions calcaires de France sont dans ce cas (Bassin parisien, Causses du Quercy, Préalpes, Piémont pyrénéen).

## Typologie
Les géologues ont créé des classifications fondées surtout sur la structure des roches carbonatées, ce qui nécessite souvent l’emploi du microscope, ou au moins d’une forte loupe. Ils utilisent aussi une nomenclature pratique fondée sur les caractères les plus marquants :
- selon les proportions de calcite et de dolomite, la terminologie est la suivante : calcaire pur (100 % à 95 % de calcite, dolomite 5% maximum), calcaire magnésien (avec 5 à 10 % de dolomite), calcaire dolomitique (avec 10 à 50 % de dolomite) ;
- selon les proportions de calcaire et d’argile : calcaire marneux (5 à 35 % d’argile), marne (35 à 65 % d’argile) ;
- selon les milieux de dépôt : calcaire marin (pélagique à néritique) et calcaire continental (calcaire lacustre, fluviatiles, croûtes calcaires de certains sols. Selon le grain : calcaire à grain fin ou très fin (micrite, calcaire microcristallin à cristaux de 20 µm, calcaire lithographique ou sublithographique) ou calcaires à grain plus grossier (calcaire cristallins, à cristaux supérieurs à 64 ou 100 µm, en général dus à des recristallisations ; calcaires microgrenus à cristaux de 100 à 250 µm ; calcaires saccharoïdes, calcaires grenus) ;
- selon les structures et les textures : calcaire massif ou lité, calcaire oolitique, pisolitique, graveleux, noduleux, à nodules ou à accidents phosphatés, siliceux ;
- selon l’importance des fossiles ou de leurs débris : calcaire construit ou calcaire récifal où les organismes sont en position de vie (bioherme, biostrome), calcaires lumachellique et coquiller, calcaires biodétritique et bioclastique (biosparite, biomicrite), calcaire à ammonites, etc. ;
- selon la présence de matériel terrigène : calcaire sableux, silteux, argileux, avec passage progressif aux roches détritiques calcaires (calcirudites, calcarénites).

## Transformations

### Métamorphisme
- Le calcaire métamorphisé donne du marbre.

### Calcaire mélangé
- Le calcaire mélangé avec de l'argile donne de la marne.
- La présence de rognons, de bancs de silex et de chaille témoigne de la précipitation de la silice dissoute dans l'eau de mer, qui est issue de la diagenèse des squelettes enfouis, lors de la formation du calcaire.
- Le calcaire mélangé à de la serpentine est une ophicalcite.

### Chaux vive
Lorsque le calcaire est chauffé aux environs de 900 °C dans des fours à calcination (fours à chaux), il prend l'apparence de pierres pulvérulentes en surface — chimiquement parlant de l'oxyde de calcium — appelées chaux vive. Cette chaux vive réagit vigoureusement avec l'eau pour produire la chaux éteinte ou hydroxyde de calcium. Des suspensions de chaux dans l'eau (eau de chaux) répandues sur les murs (chaulage) réabsorbent le CO2 de l'air et les couvrent d'une couche de carbonate de calcium.

### Érosion
- L'érosion marine des affleurements de calcaires en Haute-Normandie donne des reliefs en creux (portes) et des aiguilles.
- La dissolution des calcaires solides et massifs forme des surfaces aux modelés particuliers : les lapiaz.

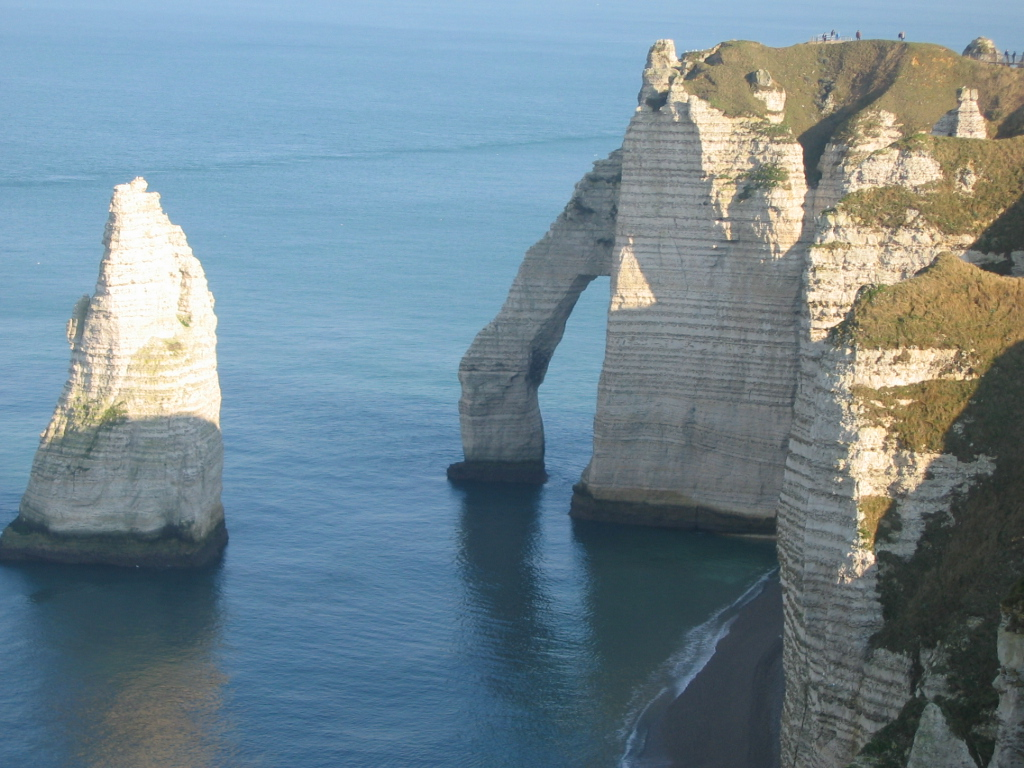
Les falaises d'Étretat (Seine-Maritime, France) sont constituées de craie, un type particulier de calcaire.
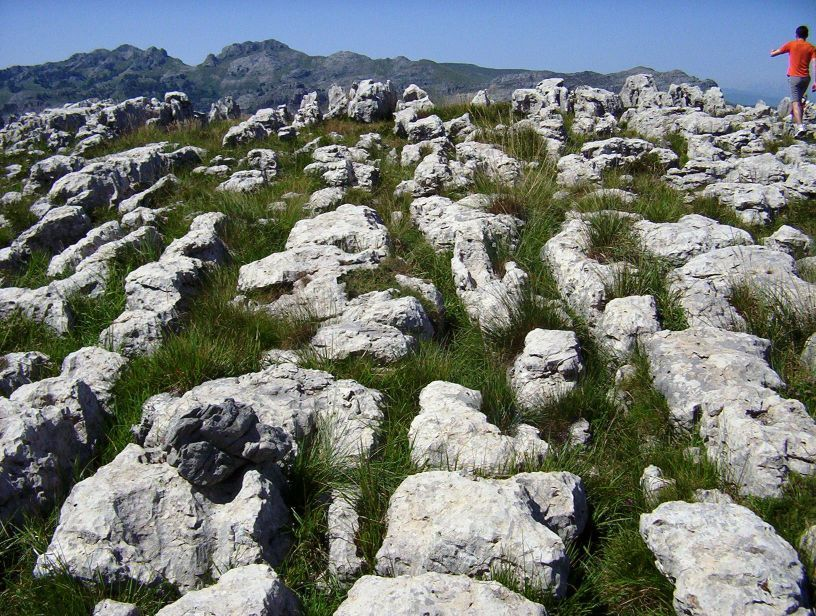
Lapiaz de l'Alto de Brenas, Cantabrie, Espagne.

### Modelés karstiques
Selon le type de calcaire, celui-ci est plus ou moins résistant et plus ou moins soluble dans les eaux acides. Ces phénomènes de dissolution des calcaires, via circulation des fluides dans les diverses fractures et cassures, sont appelés phénomènes karstiques (grottes, dolines, pertes, aven, etc.). Le calcaire ainsi dissous peut se reprécipiter sous forme de stalactites et stalagmites dans les grottes.

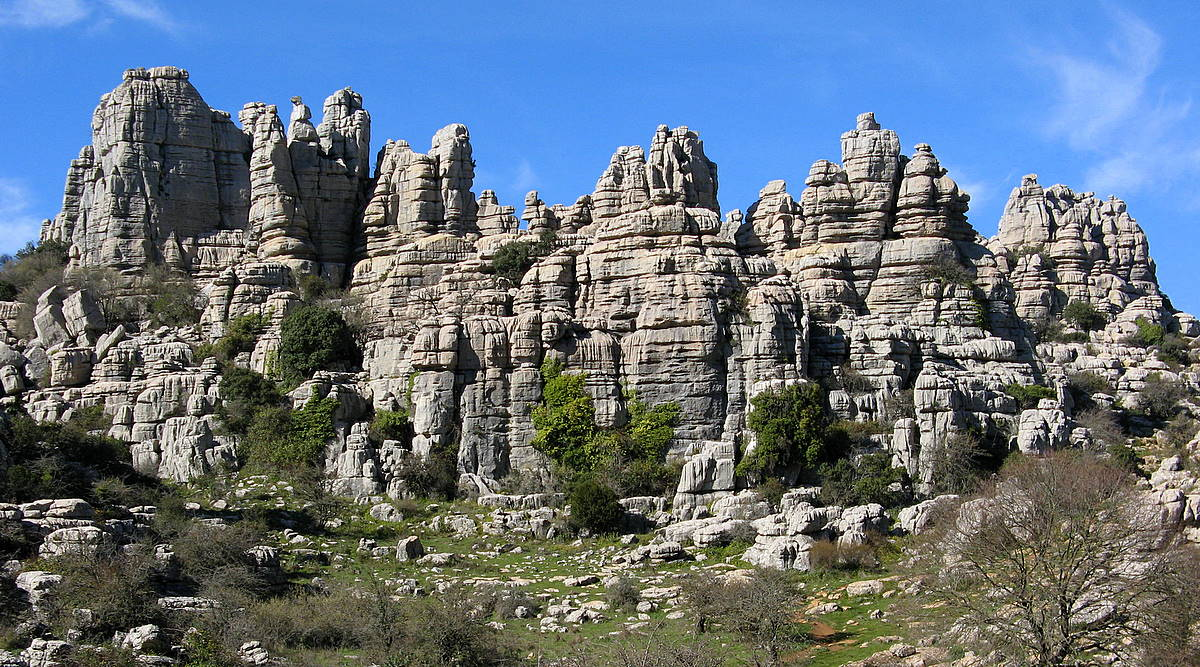
Reliefs du Torcal de Antequera, Malaga, Espagne.
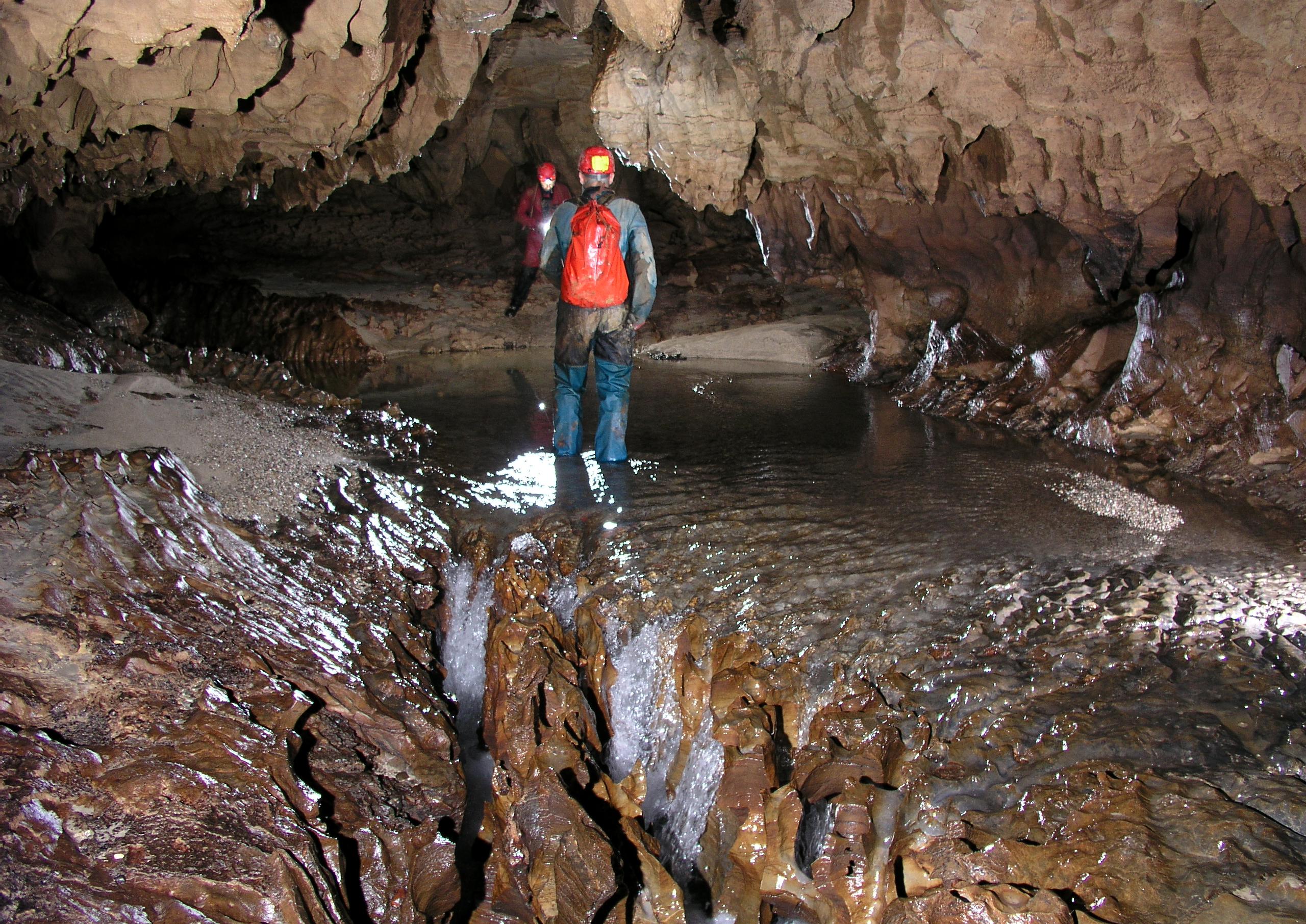
Formes de corrosion dans la Cueva de Palestina, Nueva Cajamarca, Rioja, San Martin, Pérou.
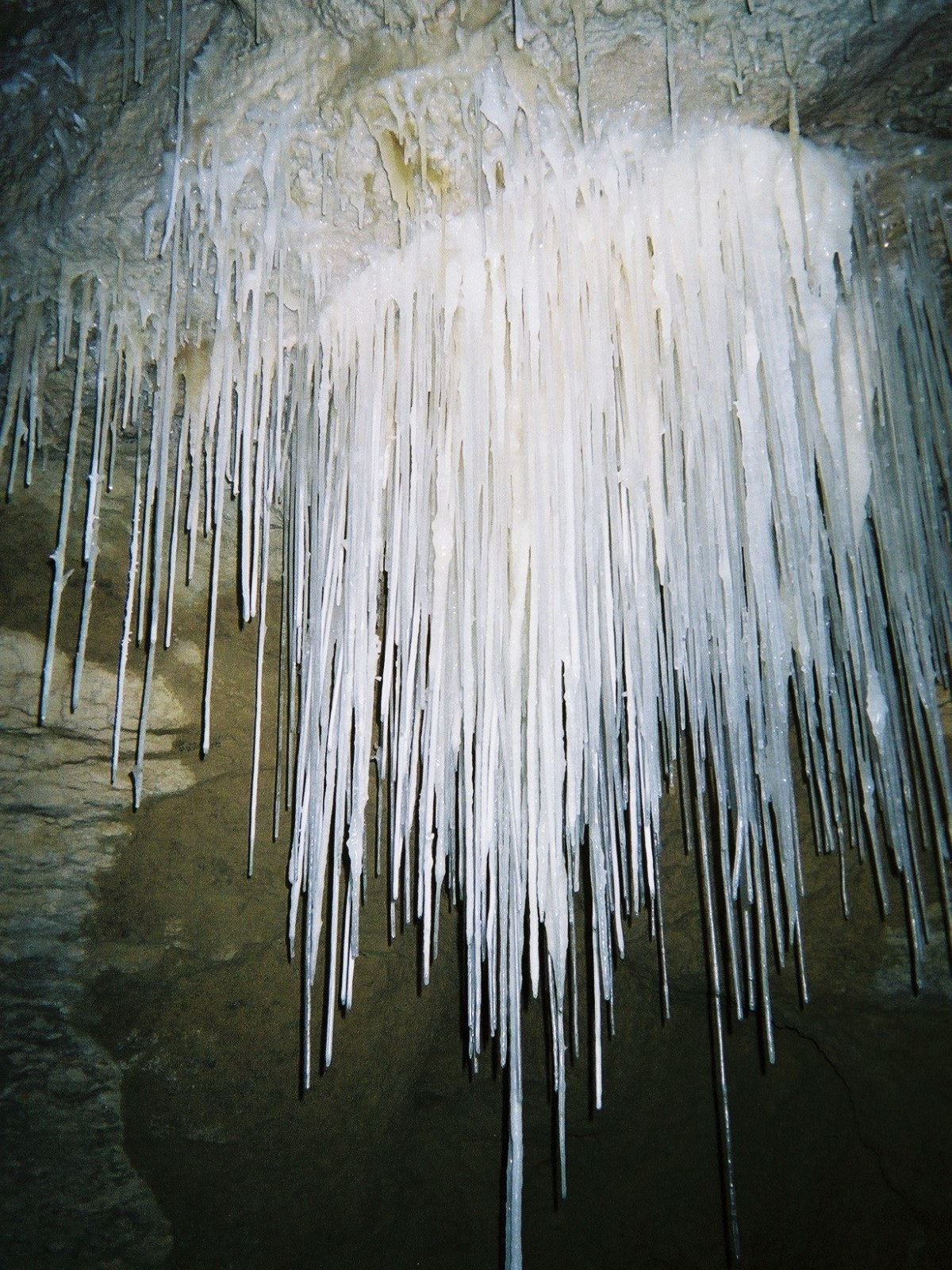
Stalactites dans la grotte de Gardner's Gut, Waikato, Nouvelle-Zélande.

## Utilisations
Les roches de calcaires sont utilisées :

### Dans la construction
- comme matériau en sculpture (technique de la taille directe) ;
- comme roche à bâtir utilisée dans la construction : par exemple, la pierre de Caen a servi à édifier de nombreux édifices religieux au Moyen Âge ou tout simplement pour construire des maisons. Cet usage est à présent marginal dans la construction. La taille de pierre est un métier de la restauration des monuments historiques ;
- comme matériau d'empierrement de la voirie : macadam, graves calcaires, ballast, d'un usage très fréquent ;
- comme matière première entrant dans la fabrication du ciment ;
- comme sable et granulat dans la fabrication des bétons, plus rarement dans les enrobés bitumineux, pour les calcaires les plus durs ;
- comme « blanc de Meudon », « blanc d'Espagne », de Toulouse, ou encore de Champagne (Troyes).

### Dans l'industrie
- pour produire du carbonate de sodium et du chlorure de calcium selon le procédé Solvay, avec des conséquences impressionnantes telles que les Plages Blanches de Toscane ;
- comme charge minérale pulvérulente dans divers produits industriels (plastiques, peintures, colles, récurrents, etc.) ;
- comme fondant dans la fusion du verre (en sable) et dans la fusion des métaux ferreux (en castines) ;
- comme amendement calcique agricole pour lutter contre l'acidification du sol ;
- comme apport de calcium, dans l'alimentation des animaux d'élevage ;
- comme couche de finition du papier (une tonne de papier contient 250 à 300 kg de calcaire) ;
- comme traitement des eaux, boues, et déchets ménagers.

Un m3 d'eau potable demande de 50 à 200 g de chaux afin de précipiter les métaux lourds et les boues.

### Dans la décoration d'intérieur
- pour créer des bas-reliefs selon la technique d'incrustation sur moulage[9], comme aux Fontaines Pétrifiantes de Saint-Nectaire[10] ;
- pour cristalliser des objets (faire recouvrir ces objets de calcaire) à l'aide de sources thermo-minérales ;
- pour reproduire tout objet, à l'aide d'un moulage, grâce à des échelles de pétrification, outil utilisé par Jean Serre à Saint-Nectaire ou encore par De Vigni à Bagni San Filippo, en Italie[11].

## Production en France
Il s'agit :
- des granulats calcaires de carrières : 101 700 000 t en 2004[12] ;
- des calcaires industriels : 3 170 800 t en 2005[12] ;
- des amendements calciques : 1 400 000 t en 2003[13] ;
- du blanc de Meudon et du blanc d'Espagne (calcaire réduit en poudre fine habituellement de 40 µm).

Le calcaire calciné produit de la chaux dont les usages sont multiples.

## Calendrier républicain
- Dans le calendrier républicain, la Pierre à chaux était le nom attribué au 18e jour du mois de nivôse[14], le 7 janvier.